# Marie Gülich
Marie Isabelle Gülich (* 28. Mai 1994 in Altenkirchen) ist eine deutsche Basketballspielerin.

## Laufbahn
Gülich spielte beim Rhöndorfer TV und von 2011 bis 2014 in der 2. Bundesliga für die SG BBZ Opladen. Vom Internetdienst eurobasket.com wurde sie im Spieljahr 2011/12 als beste Innenspielerin der 2. Bundesliga Nord ausgezeichnet. In der Saison 2013/14 kam Gülich neben ihren Einsätzen für Opladen auch zu Spielen im Hemd des Erstligisten New Basket Oberhausen.
2014 nahm sie ein Studium an der Oregon State University in den Vereinigten Staaten auf und gehörte in den folgenden vier Jahren zur Basketball-Mannschaft der Hochschule. Im Spieljahr 2015/16 stieß Gülich mit Oregon State unter die vier besten Mannschaften der NCAA vor, 2015/16 sowie 2016/17 jeweils unter die besten 16, in der Saison 2017/18 schied sie mit Oregon State in der Runde der letzten Acht aus. Die besten Mittelwerte auf Hochschulniveau erzielte sie in ihrer Abschlusssaison 2017/18, als sie je Begegnung im Durchschnitt 17,5 Punkte, 9,1 Rebounds und 2,8 geblockte Würfe erzielte. Beide Werte waren in diesem Spieljahr Bestwerte in ihrer Mannschaft. Darüber hinaus verbuchte sie im Saisonverlauf eine sehr hohe Trefferquote von 65,2 Prozent. In der „Pac-12“-Liga wurde sie als beste Verteidigerin der Saison 2017/18 ausgezeichnet. Diesen Titel musste sie sich allerdings mit einer weiteren Spielerin (Jordin Canada von UCLA) teilen.
Beim WNBA Draft 2018 sicherten sich die Phoenix Mercury in der ersten Auswahlrunde an insgesamt zwölfter Stelle die Rechte an Gülich. Im Mai 2018 gab sie im Spiel gegen Dallas ihren Einstand für Phoenix in der WNBA. In der Hauptrunde der 2018er WNBA-Saison kam Gülich in 23 Spielen zum Einsatz und erzielte im Durchschnitt 1,5 Punkte sowie einen Rebound je Begegnung. In den Playoffs stand sie nicht auf dem Feld. Im Juli 2018 wurde sie vom italienischen Erstligisten Reyer Venezia verpflichtet, mit dem sie auch an der Ausscheidungsrunde zur Euroleague teilnahm, sich aber nicht für den wichtigsten Europapokalwettbewerb qualifizieren konnte. Ihr Spieljahr bei dem italienischen Verein schätzte Gülich als „vor allem in Sachen Basketball nicht sehr erfolgreich“ ein. Nach dem Ende der Saison 2018/19 begann sie ihr zweites Jahr in der WNBA, sie war im Rahmen eines Tauschgeschäfts von Atlanta Dream verpflichtet worden.
Zur Saison 2019/20 wechselte Gülich zu Arka Gdynia in die Polnische Frauen-Basketball-Liga und die Euroleague Women. Im Februar 2020 wurde ihr Wechsel in der WNBA von Atlanta zu den Los Angeles Sparks bekannt. Kurz darauf endete die Saison in Polen wegen der COVID-19-Pandemie in Polen, Gdynia wurde als ungeschlagener Erster der Hauptrunde (21 Siege in 21 Spielen) zum Meister gekürt. Im Anschluss wechselte sie zum Valencia Basket Club in die Liga Femenina de Baloncesto. Mit ihrem neuen Verein gewann sie als erster spanischer Frauenbasketballverein überhaupt den Eurocup. Insgesamt errang die Deutsche bis 2024 sieben Titel mit Valencia, darunter auch zwei spanische Meistertitel (2023 und 2024). In insgesamt 200 Einsätzen für Valencia erzielte Gülich eine Gesamtanzahl von 1811 Punkten, 976 Rebounds und 154 Blocks.
Im Dezember 2024 wechselte sie zu Taiyuan Textile nach Taiwan.

### Nationalmannschaft
Gülich war in den Altersklassen U16, U18 und U20 deutsche Nationalspielerin und nahm im Juniorenbereich an vier B-Europameisterschaften teil. Am 28. Juli 2017 debütierte sie in der A-Nationalmannschaft gegen Litauen. 2023 erreichte sie mit Deutschland bei der Europameisterschaft den sechsten Platz. Ende Mai 2025 zog sich Gülich bei einem Testspiel der Nationalmannschaft einen Kreuzbandriss zu, was eine Teilnahme an der Europameisterschaft 2025 verhinderte.

## Persönliches
Gülich schreibt mit der linken, wirft im Basketball aber mit der rechten Hand.

## Erfolge
- Verteidigerin des Jahres der Pacific-12 Conference: 2018

- Polnischer Meister: 2020
- Eurocup Women: 2021
- Spanischer Meister: 2023, 2024
- Spanischer Pokalsieger: 2024
- Spanischer Supercup: 2021, 2024
- Europäischer Supercup: 2021